# Paisaje de la comarca de Sayago
El paisaje de la comarca de Sayago (España) es un fiel reflejo de sus componentes físicos, humanos y socioeconómicos propios, plasmados en las respectivas características geográficas, viarias, de asentamientos y organización de su terrazgo, así como su evolución en el tiempo.

## El cortineo

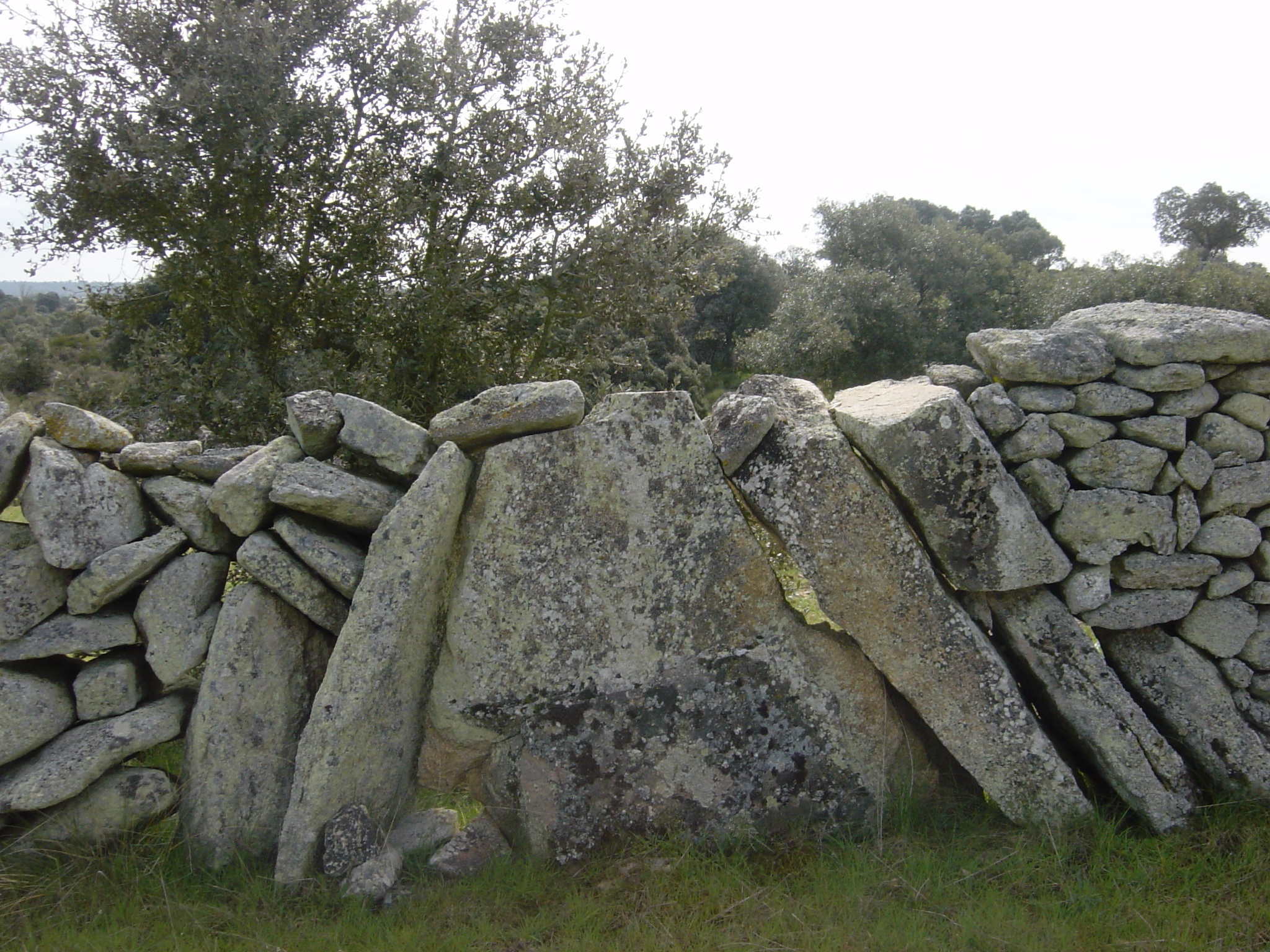
Detalle de una "cortina" de Peñausende (España)

El término cortina designa aquellos solares de aprovechamiento agrícola y/o ganadero que están delimitados por cercas de pared de piedra (mampostería en seco). El conjunto de estas fincas y sus cercas se denomina, a su vez, “cortineo”.

### Patrimonio etnográfico sayagués

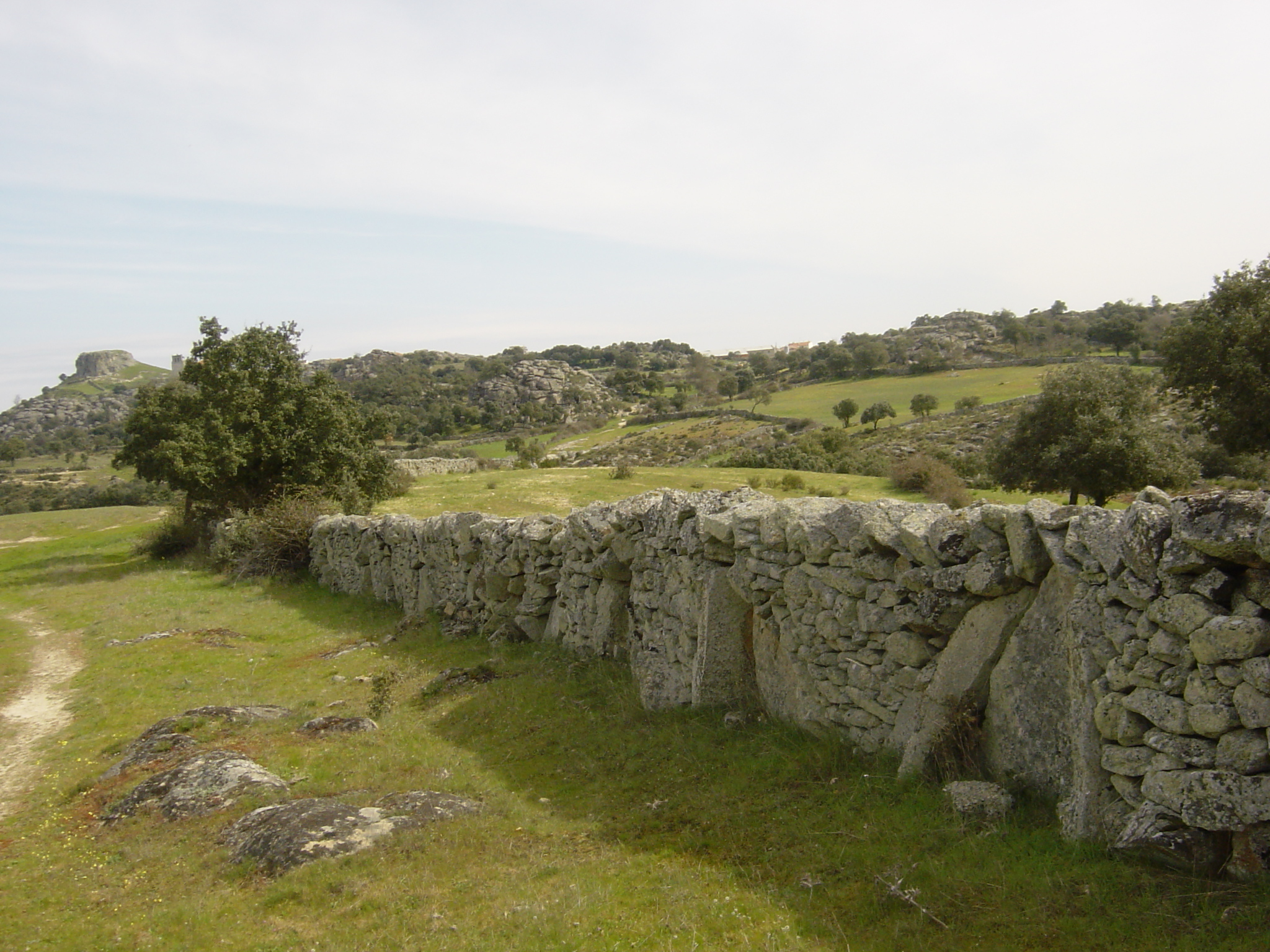
Cortina de Peñausende en la comarca zamorana de Sayago (España)

Integradas en el paisaje natural adehesado de Sayago, sus cortinas y cortinos (estos de menor tamaño que las primeras) son parte relevante del patrimonio etnográfico de esta comunidad zamorana, rayana con la vecina Portugal. Los kilómetros de pared, en completa armonía con su entorno, llaman de inmediato la atención de sus visitantes, hasta el punto de que muchos las consideran como uno de los elementos que más pueden identificar y diferenciar la cultura sayaguesa.
Su origen es la respuesta que los naturales de esta comarca han dado durante siglos, quizás milenios, a la necesidad de proteger sus rebaños, cultivos, ... en un territorio tremendamente austero, en el que abunda la piedra de granito con la que construir centenares de kilómetros de "pared" que circunde una buena parte de las parcelas agrícolas existentes en cada uno de los pueblos de Sayago.

### Construcción de la pared

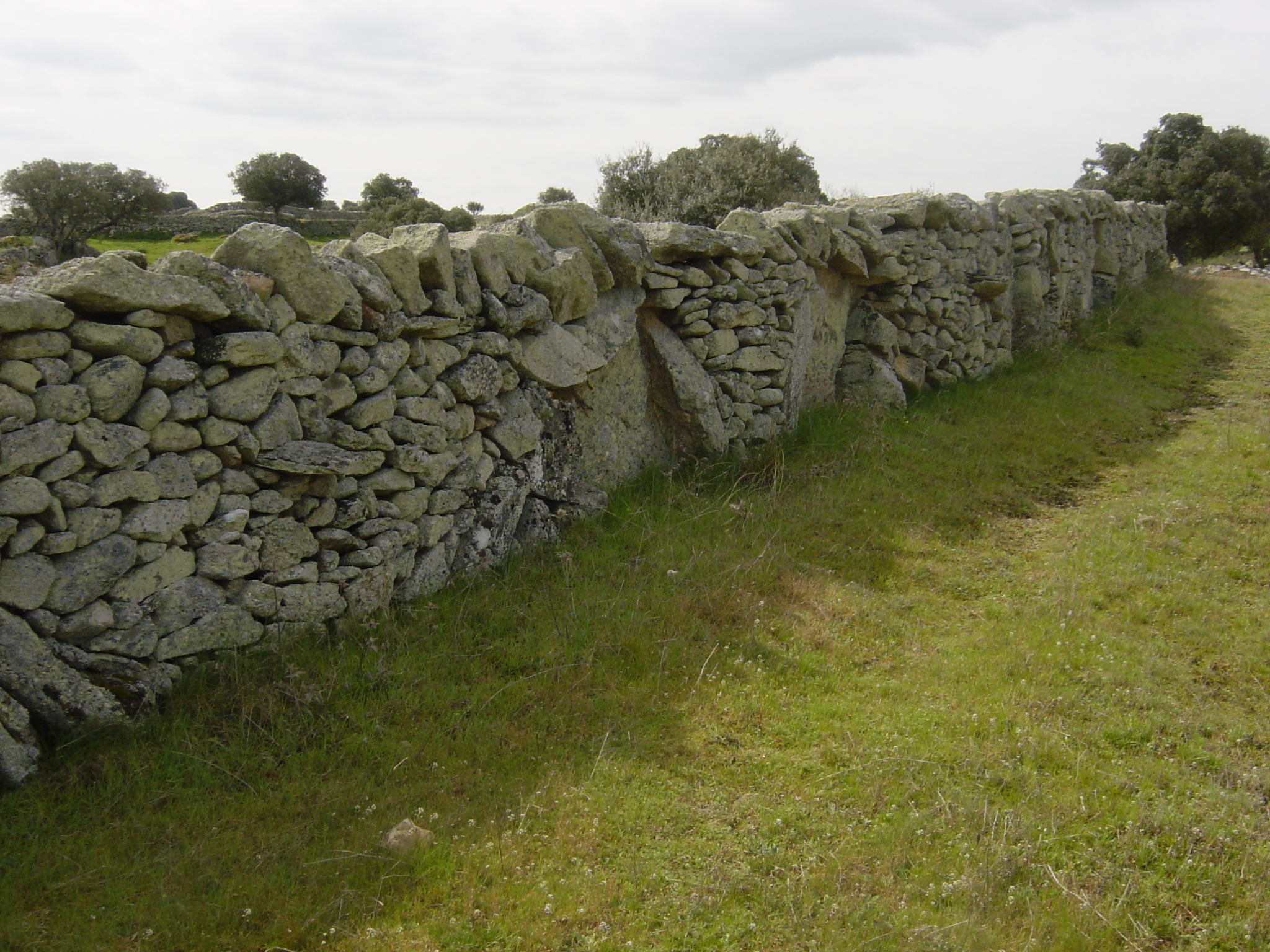
Cortina de piedra de Peñausende (provincia de Zamora, España)

Obra singular, hecha con mampuestos colocados en hiladas y generalmente ajustados unos con otros sin sujeción. Los mampuestos utilizados son piedras de granito sin labrar, y de un tamaño que permita su colocación con la mano.
El ancho de pared es el propio de la piedra, dado que la mayor parte de las paredes son simples o sencillas, lo que les da un cierto aire de esbeltez. En este tipo de pared es frecuente la existencia de huecos o rendijas , lo que les aporta un aspecto de ligereza, que en ocasiones son rellenados con piedras de menor tamaño y sin argamasa.
Las piedras se suelen colocar en la pared en tres posiciones básicas:
- Vertical: colocación dada a las losas de mayor tamaño, que son hincadas (clavadas) en vertical con las caras planas mirando hacia el interior y exterior de la finca.

- Horizontal: para las piedras más pequeñas y amorfas que son asentadas, siguiendo un orden prestablecido, con el fin de tapar los espacios existentes entre las anteriores.

- Ángulo agudo: posición dada a las lanchas más pequeñas para realizar funciones de cobertura y, en su caso, de apoyo a otras piedras.

Las paredes son generalmente construidas en forma curvada, evitando en lo posible la formación de esquinas en ángulo recto, condición derivada de la necesidad de facilitar el tránsito en su interior de carros y ganado.

### Tipos de pared
- Sencilla: cerramiento resultante de "asentar" piedras en una única hilada, generalmente coincidente con la linde de la parcela. A pesar de ser la más frecuente en el paisaje sayagués, no existe un patrón común en lo referente a sus dimensiones, pudiéndose establecer como valores medios aproximados los 130 cm de alto por 40 cm de ancho. Estos cercados destacan por su esbeltez e integración en el medio natural, pero sin embargo requieren una importante labor de mantenimiento por su escasa estabilidad.
- Doble: basado en el sencillo sistema de levantar dos paredes paralelas, la interior y la exterior, e intercalar con frecuencia sobre ambas unas piedras de mayor tamaño que abarcan ambas paredes a la vez, denomninadas "llaves" o "tizón travesero" .

### Accesos
El acceso a estas fincas muradas se puede producir a través de:
- “Portillo”: apertura de pequeño tamaño en el muro, aproximadamente un metro, para permitir un fácil acceso de animales y personas. Se caracteriza por la ausencia de dintel y, en especial, por la colocación en forma de uve de dos grandes piedras, denominadas “arrimaderos”, que conforman su umbral. Su cierre se suele realizar con un “gavillón” (gavilla de zarzas) o una simple rama de árbol.

- “Portera”: apertura amplia para carros, a fin de permitir el acarreo de cosechas u otros enseres, que también está flanqueada por “arrimaderos”.

### Partes de la pared

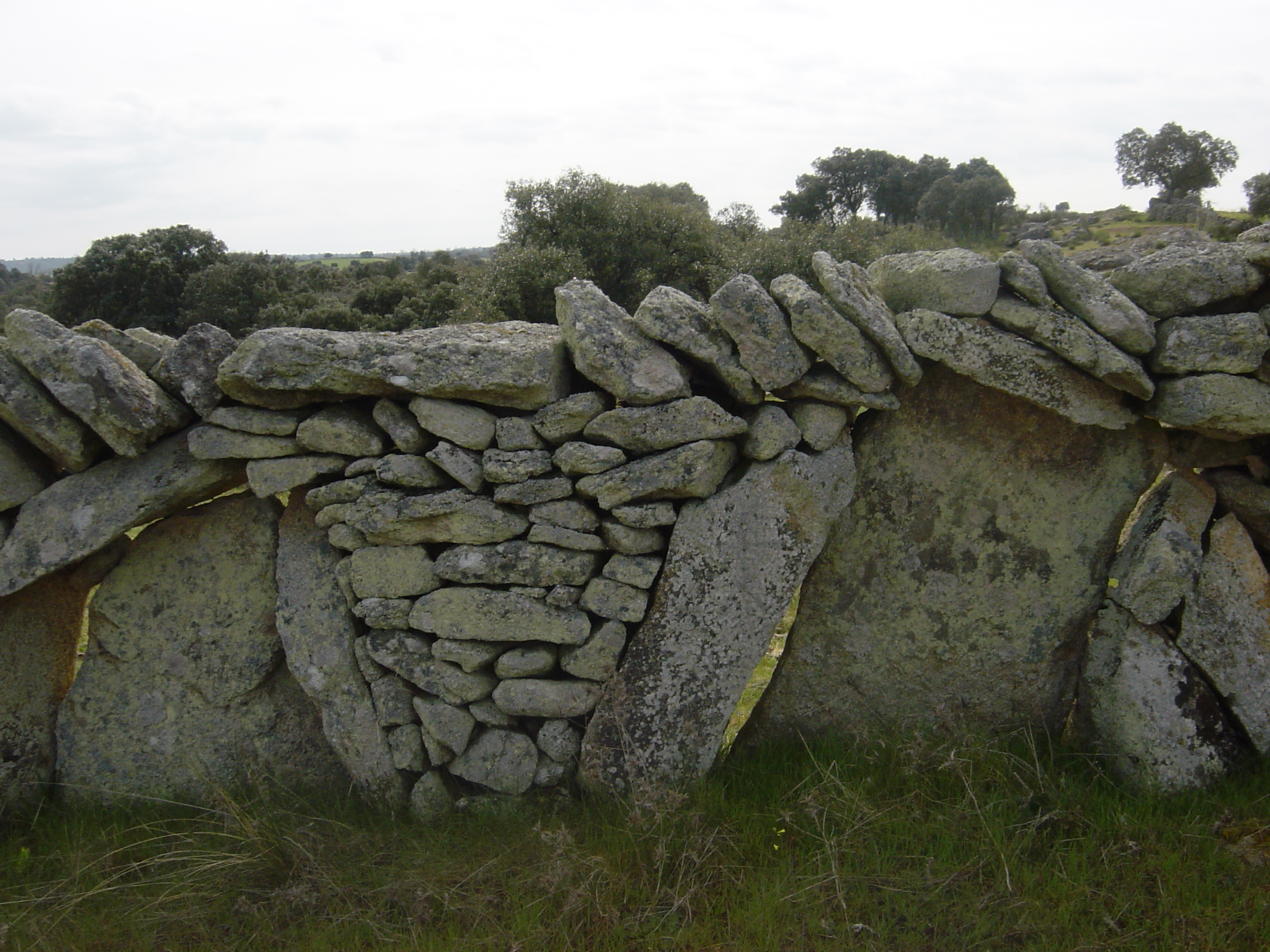
Detalle de una "cortina" de piedra en Peñausende (provincia de Zamora, España)

A pesar de que en Sayago son fácilmente identificables diversas variantes de estilo de construcción de estas paredes, existen en las mismas varios elementos comunes que les aporta cierta singularidad diferenciadora con respecto a los muros de piedra de otros territorios de la geografía nacional. Entre ellos:
- " Hincón", en algunos municipios son también conocidas como "fincón" o "jincón". Son grandes losas o lajas de piedra hincadas verticalmente y con la cara plana orientada hacia el interior y exterior de la finca. Su existencia aportar una mayor resistencia a la pared. En otros lugares de España son conocidas como hincaderas.

- "Arrimadero", losa o laja de piedra de menor tamaño que las anteriores, cuya cara plana apoya por un lado sobre el "hincón" y por otro sirve de respaldo al lienzo de pared que, a modo de relleno, se construye con piedras mucho más menudas y amorfas. Cada "hincón" lleva un "arrimadero" o "aguja" a cada lado. Es frecuente también diferenciar entre dos tipos de "arrimaderos", por un lado la denominada "tijera" que apoya sobre el "hincón" y sobre el suelo. Por otro lado, el "cajón" que apoya sobre la anterior y también sobre el "arrimadero".

- "Pergón", ("Pielgón" o "Pelgón") tramo de pared de piedra construido entre arrimaderos.

- "Cobertera", fila de piedras situadas sobre todas las anteriores y que se solapan unas sobre las otras con un ángulo agudo de inclinación.

Además, si la pared no fuera sencilla, sino doble, en cada fila de piedras se suele colocar una piedra denominada "llave" o "tizón travesero". Esta cumple la función de unir las dos paredes paralelas y que en ocasiones se las hace sobresalir por fuera de la pared para facilitar la escalada de la misma.

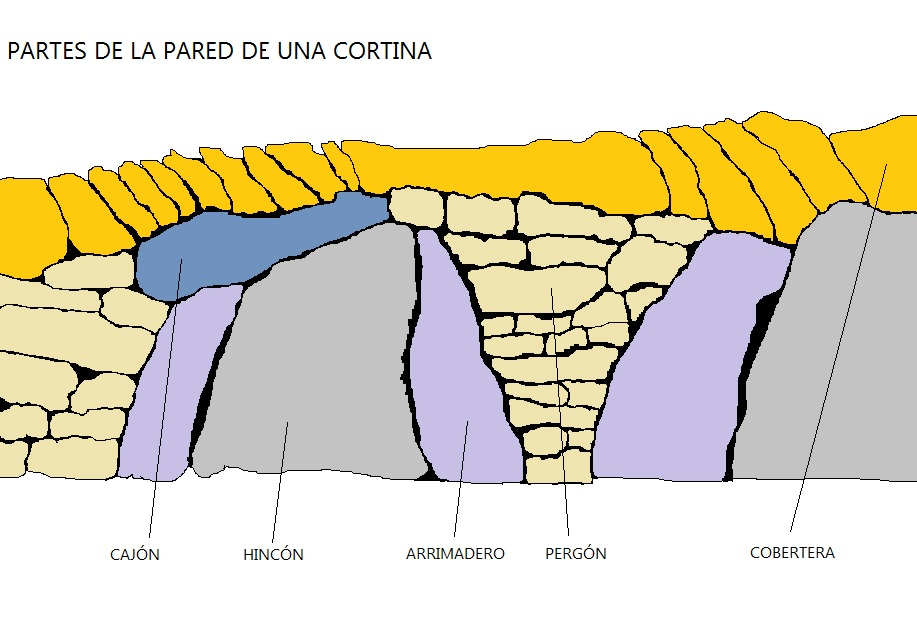
Partes de una cortina sayaguesa de piedra.